# عدي بن الرقاع العاملي
عدي بن الرقاع العاملي، توفي في العام 95 هـ / 714 م، شاعر كبير من بني عاملة سكن دمشق، يكنى أبا داود. كان معاصراً لجرير، مهاجياً له، مقدماً عند بني أمية، مدّاحاً لهم، خاصة بالوليد بن عبد الملك. لقبه ابن دريد في كتاب الاشتقاق بشاعر أهل الشام.

## نسبه
عدي بن زيد بن مالك بن عدي بن زيد بن مالك بن عدي بن الرقاع من عاملة. 
كنيته أبو داوود

## ولادته وسيرته
سنة ولادته غير معروفة، لكنه سكن دمشق وعاصر عبد الملك بن مروان والوليد بن عبد الملك وسليمان بن عبد الملك وعمر بن عبد العزيز وقد امتدت خلافة هؤلاء حتى سنة 101 هجرية، توفي على الأرجح في عام 95 هجرية. وكان من حاضرة الشعراء لا من باديتهم كما يقول الأصفهاني في كتابه الأغاني.
كان أعرجا وعدّه الجاحط من البرصان، كانت له بنت تقول الشعر يقال لها سلمى، وكان مقدّما عند بني أمية، مدّاحا لهم، أكثر قصائده في مدح الوليد بن عبد الملك وعمر بن الوليد. وصلنا من ديوانه 1093 بيتا مجموعة في 76 قصيدة.

ذكره ابن خير الأشبيلي في فهرسته،ولقبه ابن دريد في كتاب الاشتقاق بشاعر أهل الشام.

وقد ذكره العلامة السيد حسن محسن الامين في مستدركات أعيان الشيعة، ولم يذكر أنه كان شيعيا، والظاهر بل الأكيد انه لم يكن كذلك، والمظنون أن سبب ذكر العلامة الأمين له هو انتسابه لبني عاملة فقط.

## بعض ما قيل فيه
أصبحت أبياته مضربا للمثل واستشهد بها الكثير من أعلام اللغة والشعر والأدب.
1. فعندما سألوا جريرا من أنسب الشعراء قال: ابن الرقاع وذكر قوله:
لولا الحياء وان رأسي قد عسافيه المشيب لزرت أم القاسمفـكأنها بين النسـاء أعارهـاعينيه أحور من جاذر جاسم
ثم قال جرير: ما كان يبالي إن لم يقل بعدها شيئا.
2. وقال الأصمعي عن هذه الأبيات المتقدمة أنها أحسن أبيات قيلت في فترة الجفون.
3. وكان أبو تمام لا يأنف عن التمدح به والاستشهاد بذكره فيقول:
يثير عجاجة في كل ثغريهيم به عدي بن الرقاع
4. ونرى الشريف الرضي يقول:
ويعجبني البعاد كأن قلبييحدث عن عدي بن الرقاع
5. وأما علي بن المقرب الأحسائي يشير إليه في قوله:
أهم بهجوهم فأرى ضلالاهجائي دون رهط ابن الرقاع
6. والغريب أن ياقوت الحموي (وهو من البلدانيين: الذين كتبوا في جغرافيا البلدان) قد استشهد بأبيات لعدي بن الرقاع في 110 مواضع وهو عدد غير قليل وهذا ما يوثّق صحة المواضع التي تكلم عنها في شعره.
7. واما صاحب كتاب لسان العرب (قاموس لغوي مشهور) فقد استشهد بشعر عدي في أكثر من مائة موضع، وهذا ما يدل على اعتماد اللغويين على شعره.

## معركته مع جرير
الشخص الوحيد الذي استطاع هزيمة جرير في شعر الهجاء هو ابن الرقاع ولكن الشيء المدهش أن ابن الرقاع لم يكن شاعر هجاء بل كان شاعر غزل ومدح ولم يستطع جرير الرد عليه فاعتراف بالهزيمة  وكان أول من بدأ هذا الهجاء هو جرير ولكن لم يستمر الهجاء كثيرا إي أن جرير لم يقترب منه بعد ما رد عليه 

## شعره
له أبيات غزلية من أرق الشعر العربي كقوله:
وكقوله:
ويروي المؤرخون أنه لما وصل في إنشاد قصيدته الدالية إلى هذا البيت:
وسمعه الشعراء سجدوا له، فلما استغرب الناس أن يسجد الشعراء لبيت من الشعر، قال الشعراء: إنا نعرف مواضع السجود في الشعر كما تعرفون مواضع السجود في القرآن.
ومن الإبداع في شعره في غير الغزل قوله:
ومن شعره:

## ما كتب فيه
- عدي بن الرقاع العاملي: حياته وشعره - كتاب من إعداد تحسين محمد صلاح - طبع 1999 - الأردن وزارة الثقافة
- عدي بن الرقاع العاملي: أفضل من وصف ظبيا وعيني امرأة - كتاب من إعداد حسن محمد نور الدين العاملي اللبناني - 2001 - دار المواسم - بيروت - لبنان
- الأثر الحضاري في شعر عدى بن الرقاع العاملى - علي إبراهيم أبو زيد - 2000 - در المعارف - بيروت
- التصوير البياني في شعر عدي بن الرقاع العاملي - مريم بنت عواض جابر الحارثي - رسلة ماجستير - جامعة أم القرى - 2001
- ديوان عدي بن الرقاع العاملي: جمع د. عبد الله الحسيني البركاتي، مكة المكرمة- المكتبة الفيصلية، سنة 1406هـ.
- ديوان عدي بن الرقاع العاملي، تحقيق د. نوري حمودي القيسي ود. حاتم الضامن، بغداد: المجمع العلمي العراقي، سنة 1407هـ/1981م.

## وصلات خارجية
- ترجمة مقتضبة على موقع الحكواتي
- أخبار عدي بن الرقاع ونسبه